# 奥斯卡最佳女配角奖
奧斯卡最佳女配角獎（英語：Academy Award for Best Actress in a Supporting Role）是奧斯卡金像獎的其中一項，每年由美國電影藝術與科學學會頒發給電影中表現傑出的女性配角演員。至今共有86位演員曾獲頒此獎項，其中黛安·韋斯特和雪莉·溫特斯皆獲獎兩次為最多，而特爾瑪·里特是入圍該獎項最多次的女演員（6次）。2021年第94屆的最佳女配角得主亞莉安娜·黛博塞與1961年以《西城故事》拿下最佳女配角的麗塔·莫瑞諾皆以同樣角色獲獎，也創下奧斯卡首次出現的紀錄。
男女配角獎項首次於1936年第9屆頒發，史上第一位獲頒女配角的演員是蓋兒·桑德嘉，但當時的配角獎項是頒發獎牌而不是獎座，直到1944年第16屆才改為頒發獎座。目前該奖项提名人选是由学院演员分部成员通过可转移单票制选出，获奖者则由学院全部投票成员通过多数制决定

## 1930年代
列表中，当年第一部电影为得奖影片，之后为提名影片。每一项显示片名和女配角名字。显示的年份为电影出品年份，1967年即意为1968年颁发的奥斯卡给1967年上映的电影。
| 1936年                                    |                                                     |
| 蓋兒·桑德嘉 （Gale Sondergaard）          | 《風流世家》（Anthony Adverse）                     |
| 比拉·邦迪 （Beulah Bondi）                | 《俏娘子》（The Gorgeous Hussy）                    |
| 愛麗絲·布雷迪 （Alice Brady）             | 《我的高德弗里》（My Man Godfrey）                  |
| 波尼達·葛蘭維 （Bonita Granville）        | 《三人世界》（These Three）                         |
| 瑪麗亞·奧絲賓卡雅 Maria Ouspenskaya）     | 《孔雀夫人》（Dodsworth）                           |
|                                           |                                                     |
| 1937年                                    |                                                     |
| 愛麗絲·布雷迪 （Alice Brady）             | 《古老的芝加哥》/《芝加哥大火記》（In Old Chicago） |
| 安德丽亚·利兹（Andrea Leeds）             | 《摘星夢難圓》（Stage Door）                        |
| 安妮·雪莉（Anne Shirley）                 | 《史帝拉·達拉斯》（Stella Dallas）                  |
| 克莱尔·特雷弗（Claire Trevor）            | 《死角》（Dead End）                                |
| 梅·惠蒂（May Whitty）                     | 《荒林艳骨》（Night Must Fall）                     |
|                                           |                                                     |
| 1938年                                    |                                                     |
| 菲·贝恩特（Fay Bainter）                  | 《紅衫淚痕》（Jezebel）                             |
| 比拉·邦迪（Beulah Bondi）                 | 《人心》（Of Human Hearts）                         |
| 碧莉·伯克（Billie Burke）                 | 《我们生活愉快》（Merrily We Live）                 |
| 斯普林·白灵顿（Spring Byington）          | 《浮生若夢》（You Can't Take It with You）          |
| 米莉莎·科耶斯（Miliza Korjus）            | 《翠堤春晓》（The Great Waltz）                     |
|                                           |                                                     |
| 1939年                                    |                                                     |
| 哈蒂·麦克丹尼尔（Hattie McDaniel）        | 《乱世佳人》（Gone With the Wind）                  |
| 奥丽维亚·德哈维兰（Olivia de Havilland）  | 《乱世佳人》（Gone With the Wind）                  |
| 杰拉丁·菲茨杰拉德（Geraldine Fitzgerald） | 《呼哮山莊》（Wuthering Heights）                   |
| 艾德娜·梅·奥立佛（Edna May Oliver）       | 《铁血金戈》（Drums Along the Mohawk）              |
| 玛丽亚·乌斯彭斯卡娅（Maria Ouspenskaya）  | 《愛情故事》（Love Affair）                         |

## 1940年代
| 1940年                                      |                                               |
| 简·达威尔（Jane Darwell）                   | 《怒火之花》（The Grapes of Wrath）           |
| 朱迪丝·安德森（Judith Anderson）            | 《蝴蝶梦》（Rebecca）                         |
| 露丝·赫希（Ruth Hussey）                    | 《费城故事》（The Philadelphia Story）        |
| 芭芭拉·欧内尔（Barbara O'Neil）             | 《卿何遵命》（All This and Heaven Too）       |
| 玛乔莉·兰博（Marjorie Rambeau）             | 《享乐之路》（Primrose Path）                 |
|                                             |                                               |
| 1941年                                      |                                               |
| 玛丽·阿斯特（Mary Astor）                   | 《偉大說謊者》（The Great Lie）               |
| 萨拉·奥尔古德（Sara Allgood）               | 《翡翠谷》（How Green Was My Valley）         |
| 帕特丽夏·科林奇（Patricia Collinge）        | 《小狐狸》（The Little Foxes）                |
| 特雷莎·赖特（Teresa Wright）                | 《小狐狸》（The Little Foxes）                |
| 玛格丽特·威彻利（Margaret Wycherly）        | 《約克軍曹》（Sergeant York）                 |
|                                             |                                               |
| 1942年                                      |                                               |
| 特雷莎·赖特（Teresa Wright）                | 《忠勇之家》（Mrs. Miniver）                  |
| 格拉黛丝·库珀（Gladys Cooper）              | 《扬帆》（Now, Voyager）                      |
| 阿格尼丝·穆尔黑德（Agnes Moorehead）        | 《安伯森家族》（The Magnificent Ambersons）   |
| 苏姗·皮特斯（Susan Peters）                 | 《斷腸雲雨》（Random Harvest）                |
| 梅·惠蒂（May Whitty）                       | 《忠勇之家》（Mrs. Miniver）                  |
|                                             |                                               |
| 1943年                                      |                                               |
| 1943开始，女配角获得者也拿到金像。          |                                               |
| 卡汀娜·帕辛欧（Katina Paxinou）             | 《战地钟声》（For Whom the Bell Tolls）       |
| 格拉黛丝·库珀（Gladys Cooper）              | 《聖女之歌》（The Song of Bernadette）        |
| 宝莲·高黛（Paulette Goddard）               | 《骄傲欢呼》（So Proudly We Hail!）           |
| 安妮·里维尔（Anne Revere）                  | 《聖女之歌》（The Song of Bernadette）        |
| 露塞尔·沃特森（Lucile Watson）              | 《守衛萊茵河》（Watch on the Rhine）          |
|                                             |                                               |
| 1944年                                      |                                               |
| 埃塞尔·巴里摩尔（Ethel Barrymore）          | 《寂寞芳心》（None But the Lonely Heart）     |
| 珍妮弗·琼斯（Jennifer Jones）               | 《自君別後》（Since You Went Away）           |
| 安吉拉·蘭斯伯里（Angela Lansbury）          | 《煤气灯下》（Gaslight）                      |
| 艾莲·麦克马洪（Aline MacMahon）             | 《龍種》（Dragon Seed）                       |
| 阿格尼絲·穆爾黑德（Agnes Moorehead）        | 《帕廷顿夫人》（Mrs Parkington）              |
|                                             |                                               |
| 1945年                                      |                                               |
| 安妮·里维尔（Anne Revere）                  | 《玉女神驹》（National Velvet）               |
| 伊芙·阿登（Eve Arden）                      | 《慾海情魔》（Mildred Pierce）                |
| 安·布莱思（Ann Blyth）                      | 《慾海情魔》（Mildred Pierce）                |
| 安吉拉·蘭斯伯里（Angela Lansbury）          | 《格雷的画像》（The Picture of Dorian Gray）  |
| 琼·洛林（Joan Lorring）                     | 《锦绣前程》（The Corn Is Green）             |
|                                             |                                               |
| 1946年                                      |                                               |
| 安妮·巴克斯特（Anne Baxter）                | 《剃刀邊緣》（The Razor's Edge）              |
| 埃塞尔·巴里摩尔（Ethel Barrymore）          | 《螺旋梯》（The Spiral Staircase）            |
| 丽莲·吉许（Lillian Gish）                   | 《太阳浴血记》（Duel in the Sun）             |
| 弗劳拉·罗博森（Flora Robson）               | 《风尘双侠》（Saratoga Trunk）                |
| 蓋兒·桑德嘉（Gale Sondergaard）             | 《安娜与暹罗王》（Anna and the King of Siam） |
|                                             |                                               |
| 1947年                                      |                                               |
| 西莱斯特·霍姆（Celeste Holm）               | 《君子協定》（Gentleman's Agreement）         |
| 埃塞尔·巴里摩尔（Ethel Barrymore）          | 《凄艳断肠花》（The Paradine Case）           |
| 格洛丽亚·格雷厄姆（Gloria Grahame）         | 《雙雄鬥智》（Crossfire）                     |
| 玛约瑞·曼恩（Marjorie Main）                | 《蛋与我》（The Egg and I）                   |
| 安妮·里维尔（Anne Revere）                  | 《君子協定》（Gentleman's Agreement）         |
|                                             |                                               |
| 1948年                                      |                                               |
| 嘉麗·杜莉華（Claire Trevor）                | 《蓋世梟雄》（Key Largo）                     |
| 芭芭拉·贝尔格迪斯（Barbara Bel Geddes）     | 《慈母淚》（I Remember Mama）                 |
| 埃倫·科爾比（Ellen Corby）                  | 《慈母淚》（I Remember Mama）                 |
| 阿格尼絲·穆爾黑德（Agnes Moorehead）        | 《心聲淚影》（Johnny Belinda）                |
| 简·西蒙斯（Jean Simmons）                   | 《哈姆雷特》（Hamlet）                        |
|                                             |                                               |
| 1949年                                      |                                               |
| 梅赛德丝·麦坎布雷奇（Mercedes McCambridge） | 《一代奸雄》（All the King's Men）            |
| 埃塞尔·巴里摩尔（Ethel Barrymore）          | 《盪姬血淚》（Pinky）                         |
| 西莱斯特·霍姆（Celeste Holm）               | 《聖女歌聲》（Come to the Stable）            |
| 埃尔莎·兰彻斯特（Elsa Lanchester）          | 《聖女歌聲》（Come to the Stable）            |
| 埃塞尔·沃特斯（Ethel Waters）               | 《盪姬血淚》（Pinky）                         |

## 1950年代
| 1950                                        |                                             |
| 约瑟芬·赫尔（Josephine Hull）               | 《迷離世界》（Harvey）                      |
| 霍普·艾默生（Hope Emerson）                 | 《铁窗红泪》（Caged）                       |
| 西莱斯特·霍姆（Celeste Holm）               | 《彗星美人》（All About Eve）               |
| 南希·奥尔森（Nancy Olson）                  | 《日落大道》（Sunset Boulevard）            |
| 特尔玛·里特（Thelma Ritter）                | 《彗星美人》（All About Eve）               |
|                                             |                                             |
| 1951                                        |                                             |
| 金·杭特（Kim Hunter）                       | 《欲望号街车》（A Streetcar Named Desire）  |
| 琼·布朗德尔（Joan Blondell）                | 《青纱红泪》（The Blue Veil）               |
| 米尔德丽德·丹诺克（Mildred Dunnock）        | 《推销员之死》（Death of a Salesman）       |
| 李·格兰特（Lee Grant）                      | 《大偵探故事》（Detective Story）           |
| 特尔玛·里特（Thelma Ritter）                | 《鴻鸞雙喜》（The Mating Season）           |
|                                             |                                             |
| 1952                                        |                                             |
| 格洛丽亚·格雷厄姆（Gloria Grahame）         | 《玉女奇男》（The Bad and the Beautiful）   |
| 简·哈根（Jean Hagen）                       | 《萬花嬉春》（Singin' in the Rain）         |
| 科莱特·玛钱德（Colette Marchand）           | 《青樓情孽》（Moulin Rouge）                |
| 泰瑞·摩尔（Terry Moore）                    | 《蘭閨春怨》（Come Back, Little Sheba）     |
| 特尔玛·里特（Thelma Ritter）                | 《情泪心声》（With a Song in My Heart）     |
|                                             |                                             |
| 1953                                        |                                             |
| 唐娜·里德（Donna Reed）                     | 《亂世忠魂》（From Here to Eternity）       |
| 格蕾丝·凯莉（Grace Kelly）                  | 《红尘》（Mogambo）                         |
| 杰拉丹·佩姬（Geraldine Page）               | 《蛮国战笳声》（Hondo）                     |
| 玛乔莉·兰博（Marjorie Rambeau）             | 《情焰心声》（Torch Song）                  |
| 特尔玛·里特（Thelma Ritter）                | 《南街奇遇》（Pickup on South Street）      |
|                                             |                                             |
| 1954                                        |                                             |
| 爱娃·玛丽·森特（Eva Marie Saint）           | 《码头风云》（On the Waterfront）           |
| 尼娜·弗彻（Nina Foch）                      | 《纵横天下》（Executive Suite）             |
| 凯蒂·胡拉多（Katy Jurado）                  | 《断戈浴血记》（Broken Lance）              |
| 简·斯特林（Jan Sterling）                   | 《情天未了緣》（The High and the Mighty）   |
| 嘉麗·杜莉華（Claire Trevor）                | 《情天未了緣》（The High and the Mighty）   |
|                                             |                                             |
| 1955                                        |                                             |
| 乔·范·弗利特（Jo Van Fleet）                | 《天倫夢覺》（East of Eden）                |
| 贝齐·布莱尔（Betsy Blair）                  | 《馬蒂》（Marty）                           |
| 佩姬·李（Peggy Lee）                        | 《忧郁的凯利》（Pete Kelly's Blues）        |
| 玛丽萨·帕万（Marisa Pavan）                 | 《玫瑰夢》（The Rose Tattoo）               |
| 娜妲麗·華（Natalie Wood）                   | 《養子不教誰之過》（Rebel Without a Cause） |
|                                             |                                             |
| 1956                                        |                                             |
| 多罗茜·马龙（Dorothy Malone）               | 《苦雨戀春風》（Written on the Wind）       |
| 米尔德丽德·丹诺克（Mildred Dunnock）        | 《娇娃春情》（Baby Doll）                   |
| 艾琳·哈卡特（Eileen Heckart）               | 《坏种》（The Bad Seed）                    |
| 梅赛德丝·麦坎布雷奇（Mercedes McCambridge） | 《巨人》（Giant）                           |
| 帕特里夏·麦科马克（Patty McCormack）        | 《坏种》（The Bad Seed）                    |
|                                             |                                             |
| 1957                                        |                                             |
| 梅木三吉（Miyoshi Umeki）                   | 《櫻花戀》（Sayonara）                      |
| 卡罗琳·琼斯（Carolyn Jones）                | 《单身派对》（The Bachelor Party）          |
| 埃尔莎·兰彻斯特（Elsa Lanchester）          | 《控方证人》（Witness for the Prosecution） |
| 霍普·兰格（Hope Lange）                     | 《冷暖人間》（Peyton Place）                |
| 黛安·瓦西（Diane Varsi）                    | 《冷暖人間》（Peyton Place）                |
|                                             |                                             |
| 1958                                        |                                             |
| 温蒂·希勒（Wendy Hiller）                   | 《鴛鴦譜》（Separate Tables）               |
| 佩吉·卡斯（Peggy Cass）                     | 《瑪咪姑媽》（Auntie Mame）                 |
| 玛莎·海尔（Martha Hyer）                    | 《魂斷情天》（Some Came Running）           |
| 玛伦·斯塔普莱顿（Maureen Stapleton）        | 《寂寞孤心》（Lonelyhearts）                |
| 卡拉·威廉姆斯（Cara Williams）              | 《逃獄驚魂》（The Defiant Ones）            |
|                                             |                                             |
| 1959                                        |                                             |
| 雪莉·溫特斯（Shelley Winters）              | 《安妮日記》（The Diary of Anne Frank）     |
| 赫敏·巴德雷（Hermione Baddeley）            | 《金屋淚》（Room at the Top）               |
| 苏姗·科纳（Susan Kohner）                   | 《春风秋雨》（Imitation of Life）           |
| 胡安妮塔·摩爾（Juanita Moore）              | 《春风秋雨》（Imitation of Life）           |
| 特尔玛·里特（Thelma Ritter）                | 《枕邊細語》（Pillow Talk）                 |

## 1960年代
| 1960                                     |                                                        |  |
| 雪莉·琼斯（Shirley Jones）               | 《孽海癡魂》（Elmer Gantry）                           |  |
| 格莉妮丝·约翰斯（Glynis Johns）          | 《夕阳西下》/《游牧家族》（The Sundowners）            |  |
| 雪莉·奈特（Shirley Knight）              | 《黑暗梯顶》（Dark at the Top of the Stairs）          |  |
| 珍妮特·利（Janet Leigh）                 | 《觸目驚心》（Psycho）                                 |  |
| 玛丽·乌尔（Mary Ure）                    | 《儿子与情人》（Sons and Lovers）                      |  |
|                                          |                                                        |  |
| 1961                                     |                                                        |  |
| 麗塔·莫瑞諾（Rita Moreno）               | 《西城故事》（West Side Story）                        |  |
| 菲·贝恩特（Fay Bainter）                 | 《雙姝怨》（The Children's Hour）                      |  |
| 茱蒂·嘉蘭（Judy Garland）                | 《紐倫堡大審》（Judgment at Nuremberg）                |  |
| 罗蒂·兰雅（Lotte Lenya）                 | 《罗马之春》（The Roman Spring of Mrs. Stone）         |  |
| 尤娜·默克尔（Una Merkel）                | 《夏日烟雲》（Summer and Smoke）                       |  |
|                                          |                                                        |  |
| 1962                                     |                                                        |  |
| 帕蒂·杜克（Patty Duke）                  | 《熱淚心聲》（The Miracle Worker）                     |  |
| 玛丽·巴德哈姆（Mary Badham）             | 《怪屋疑雲》（To Kill a Mockingbird）                  |  |
| 雪莉·奈特（Shirley Knight）              | 《浓爱痴情》/《春浓满楼情痴狂》（Sweet Bird of Youth） |  |
| 安吉拉·蘭斯伯里（Angela Lansbury）       | 《諜網迷魂》（The Manchurian Candidate）               |  |
| 特尔玛·里特（Thelma Ritter）             | 《阿尔卡特兹的养鸟人》（Birdman of Alcatraz）          |  |
|                                          |                                                        |  |
| 1963                                     |                                                        |  |
| 玛格丽特·鲁斯福德（Margaret Rutherford） | 《一代情侶》（The V.I.P.s）                            |  |
| 黛安妮·赛琳托（Diane Cilento）           | 《湯姆瓊斯》（Tom Jones）                              |  |
| 伊迪斯·伊万斯（Edith Evans）             | 《湯姆瓊斯》（Tom Jones）                              |  |
| 乔伊丝·莱德曼（Joyce Redman）            | 《湯姆瓊斯》（Tom Jones）                              |  |
| 莉莉娅·斯卡拉（Lilia Skala）             | 《原野百合花》（Lilies of the Field）                  |  |
|                                          |                                                        |  |
| 1964                                     |                                                        |  |
| 丽拉·柯卓娃（Lila Kedrova）              | 《希臘左巴》（Zorba the Greek）                        |  |
| 格拉黛丝·库珀（Gladys Cooper）           | 《窈窕淑女》（My Fair Lady）                           |  |
| 伊迪斯·伊万斯（Dame Edith Evans）        | 《寂寞庭院恩怨深》（The Chalk Garden）                 |  |
| 格雷森·豪尔（Grayson Hall）              | 《巫山风雨夜》（The Night of the Iguana）              |  |
| 阿格尼丝·穆尔黑德（Agnes Moorehead）     | 《最毒妇人心》（Hush... Hush, Sweet Charlotte）        |  |
|                                          |                                                        |  |
| 1965                                     |                                                        |  |
| 雪莉·溫特斯（Shelley Winters）           | 《再生緣》（A Patch of Blue）                          |  |
| 露芙·高頓（Ruth Gordon）                 | 《春花秋月奈何天》（Inside Daisy Clover）              |  |
| 乔伊丝·莱德曼（Joyce Redman）            | 《奧賽羅》（Othello）                                  |  |
| 瑪姬·史密芙（Maggie Smith）              | 《奧賽羅》（Othello）                                  |  |
| 佩吉·伍德（Peggy Wood）                  | 《真善美》（The Sound of Music）                       |  |
|                                          |                                                        |  |
| 1966                                     |                                                        |  |
| 桑迪·丹尼斯（Sandy Dennis）              | 《》（Who's Afraid of Virginia Woolf?）                |  |
| 温蒂·希勒（Wendy Hiller）                | 《良相佐国》（A Man for All Seasons）                  |  |
| 若瑟琳·拉加德（Jocelyne LaGarde）        | 《夏威夷》 （Hawaii）                                  |  |
| 薇薇·莫昌特（Vivien Merchant）           | 《風流奇男子》（Alfie）                                |  |
| 杰拉丹·佩姬（Geraldine Page）            | 《艳侣迷春》（You're a Big Boy Now）                   |  |
|                                          |                                                        |  |
| 1967                                     |                                                        |  |
| 艾絲提·柏遜絲（Estelle Parsons）         | 《我倆沒有明天》（Bonnie and Clyde）                   |  |
| 卡罗尔·钱宁（Carol Channing）            | 《仙乐美人》（Thoroughly Modern Millie）               |  |
| 米尔德丽德·纳特威克（Mildred Natwick）   | 《鬥氣夫妻》（Barefoot in the Park）                   |  |
| 比娅·理查兹（Beah Richards）             | 《誰來晚餐》（Guess Who's Coming to Dinner）           |  |
| 凯瑟琳·罗斯（Katharine Ross）            | 《畢業生》（The Graduate）                             |  |
|                                          |                                                        |  |
| 1968                                     |                                                        |  |
| 露芙·高頓（Ruth Gordon）                 | 《失嬰記》（Rosemary's Baby）                          |  |
| 琳·卡蓮（Lynn Carlin）                   | 《出軌鴛鴦》（Faces）                                  |  |
| 桑德拉·露琪（Sondra Locke）              | 《天涯何處覓知心》（The Heart is a Lonely Hunter）     |  |
| 姬·蜜馥（Kay Medford）                   | 《妙女郎》（Funny Girl）                               |  |
| 艾絲提·柏遜絲（Estelle Parsons）         | 《巧妇怨》（Rachel, Rachel）                           |  |
|                                          |                                                        |  |
| 1969                                     |                                                        |  |
| 高蒂·韓（Goldie Hawn）                   | 《仙人掌花》（Cactus Flower）                          |  |
| 凯瑟琳·伯恩斯（Catherine Burns）         | 《去年夏天》（Last Summer）                            |  |
| 黛安·坎农（Dyan Cannon）                 | 《两对鸳鸯一张床》（Bob & Carol & Ted & Alice）        |  |
| 西尔维娅·迈尔斯（Sylvia Miles）          | 《午夜牛郎》（Midnight Cowboy）                        |  |
| 苏珊娜·约克（Susannah York）             | 《射馬記》（They Shoot Horses, Don't They?）           |  |

## 1970年代
| 1970                                     |                                                                                             |  |
| 海伦·海斯（Helen Hayes）                 | 《九霄驚魂》（Airport）                                                                     |  |
| 凱倫·布萊克（Karen Black）               | 《天涯浪客》（Five Easy Pieces）                                                            |  |
| 李·格兰特（Lee Grant）                   | 《地主》（The Landlord）                                                                    |  |
| 莎莉·姬勒曼（Sally Kellerman）           | 《風流軍醫俏護士》（MASH）                                                                  |  |
| 瑪倫·斯塔普萊頓（Maureen Stapleton）     | 《九霄驚魂》（Airport）                                                                     |  |
|                                          |                                                                                             |  |
| 1971                                     |                                                                                             |  |
| 克蘿麗絲·利奇曼（Cloris Leachman）       | 《最後一場電影》（The Last Picture Show）                                                   |  |
| 艾倫·鮑絲汀（Ellen Burstyn）             | 《最後一場電影》（The Last Picture Show）                                                   |  |
| 芭芭拉·哈里斯（Barbara Harris）          | 《聞風喪膽》（Who Is Harry Kellerman and Why Is He Saying Those Terrible Things About Me?） |  |
| 玛格丽特·莱顿（Margaret Leighton）       | 《一段情》（The Go-Between）                                                                |  |
| 安-玛格丽特（Ann-Margret）               | 《愛畢慾生》（Carnal Knowledge）                                                            |  |
|                                          |                                                                                             |  |
| 1972                                     |                                                                                             |  |
| 艾蓮·赫格（Eileen Heckart）              | 《蝴蝶小姐》（Butterflies Are Free）                                                        |  |
| 珍妮·伯林（Jeannie Berlin）              | 《虎膽小子》（The Heartbreak Kid）                                                          |  |
| 傑拉丁·佩之（Geraldine Page）            | 《冤家宜結不宜解》（Pete 'N' Tillie）                                                       |  |
| 蘇珊·泰麗爾（Susan Tyrrell）             | 《巨城》（Fat City）                                                                        |  |
| 雪莉·溫特斯（Shelley Winters）           | 《海神號遇險記》（The Poseidon Adventure）                                                  |  |
|                                          |                                                                                             |  |
| 1973                                     |                                                                                             |  |
| 塔特姆·奥尼尔（Tatum O'Neal）            | 《紙月亮》（Paper Moon）                                                                    |  |
| 琳达·布莱尔（Linda Blair）               | 《大法師》（The Exorcist）                                                                  |  |
| 坎迪·克拉克（Candy Clark）               | 《美國風情畫》（American Graffiti）                                                         |  |
| 马德琳·卡恩（Madeline Kahn）             | 《紙月亮》（Paper Moon）                                                                    |  |
| 西尔维娅·西德尼（Sylvia Sidney）         | 《夏愿冬梦》（Summer Wishes, Winter Dreams）                                                |  |
|                                          |                                                                                             |  |
| 1974                                     |                                                                                             |  |
| 英格丽·褒曼（Ingrid Bergman）            | 《东方快车谋杀案》（Murder on the Orient Express）                                          |  |
| 瓦伦蒂娜·科尔泰塞（Valentina Cortese）   | 《日以作夜》（La Nuit américaine）                                                          |  |
| 马德琳·卡恩（Madeline Kahn）             | 《閃亮的馬鞍》（Blazing Saddles）                                                           |  |
| 戴安·拉德（Diane Ladd）                  | 《再见爱丽丝》（Alice Doesn't Live Here Anymore）                                           |  |
| 塔利亚·夏尔（Talia Shire）               | 《教父2》（The Godfather Part II）                                                          |  |
|                                          |                                                                                             |  |
| 1975                                     |                                                                                             |  |
| 李·格兰特（Lee Grant）                   | 《洗髮精》（Shampoo）                                                                       |  |
| 瑞妮·布拉克利（Ronee Blakley）           | 《》（Nashville）                                                                           |  |
| 西尔维娅·迈尔斯（Sylvia Miles）          | 《再见，吾爱》（Farewell, My Lovely）                                                       |  |
| 莉莉·汤普琳（Lily Tomlin）               | 《》（Nashville）                                                                           |  |
| 布伦达·瓦卡罗（Brenda Vaccaro）          | 《深情》（Jacqueline Susann's Once Is Not Enough）                                          |  |
|                                          |                                                                                             |  |
| 1976                                     |                                                                                             |  |
| 比阿特丽斯·斯特雷特（Beatrice Straight） | 《》（Network）                                                                             |  |
| 簡·亞歷山大（Jane Alexander）            | 《驚天大陰謀》（All the President's Men）                                                   |  |
| 茱蒂·福斯特（Jodie Foster）              | 《計程車司機》（Taxi Driver）                                                               |  |
| 李·格兰特（Lee Grant）                   | 《苦海余生》（Voyage of the Damned）                                                        |  |
| 派珀·劳瑞（Piper Laurie）                | 《》（Carrie）                                                                              |  |
|                                          |                                                                                             |  |
| 1977                                     |                                                                                             |  |
| 凡妮莎·蕾格烈芙（Vanessa Redgrave）      | 《茱莉娅》（Julia）                                                                         |  |
| 李絲梨·布朗（Leslie Browne）             | 《转折点》（The Turning Point）                                                             |  |
| 奎恩·库明斯（Quinn Cummings）            | 《再见女郎》（The Goodbye Girl）                                                            |  |
| 梅林达·狄龙（Melinda Dillon）            | 《第三類接觸》（Close Encounters of the Third Kind）                                        |  |
| 塔斯黛·韦尔德（Tuesday Weld）            | 《寻找顾巴先生》（Looking for Mr. Goodbar）                                                 |  |
|                                          |                                                                                             |  |
| 1978                                     |                                                                                             |  |
| 瑪姬·史密芙（Maggie Smith）              | 《加州套房》（California Suite）                                                            |  |
| 黛安·坎农（Dyan Cannon）                 | 《上錯天堂投錯胎》（Heaven Can Wait）                                                       |  |
| 佩内洛普·米尔福（Penelope Milford）      | 《榮歸》/《返乡》（Coming Home）                                                            |  |
| 玛伦·斯塔普莱顿（Maureen Stapleton）     | 《我心深处》（Interiors）                                                                   |  |
| 梅丽·史翠普（Meryl Streep）              | 《越戰獵鹿人》（The Deer Hunter）                                                           |  |
| 1979                                     |                                                                                             |  |
| 梅丽·史翠普（Meryl Streep）              | 《克拉瑪對克拉瑪》（Kramer vs. Kramer）                                                     |  |
| 简·亚历山大（Jane Alexander）            | 《克拉瑪對克拉瑪》（Kramer vs. Kramer）                                                     |  |
| 芭芭拉·蓓丽（Barbara Barrie）            | 《突破》（Breaking Away）                                                                   |  |
| 甘蒂絲·褒瑾（Candice Bergen）            | 《不结婚的男人》（Starting Over）                                                           |  |
| 玛瑞儿·海明威（Mariel Hemingway）        | 《曼哈頓》（Manhattan）                                                                     |  |

## 1980年代
| 1980                                                      |                                                       |
| 玛丽·斯汀伯根（Mary Steenburgen）                         | 《茂文與霍華》（Melvin and Howard）                   |
| 艾琳·布伦南（Eileen Brennan）                             | 《小迷糊當大兵》》（Private Benjamin）                |
| 伊娃·列·高丽安（Eva Le Gallienne）                        | 《復活之日》/《暗夜追杀令》（Resurrection）           |
| 凯西·莫拉蒂（Cathy Moriarty）                             | 《蠻牛》（Raging Bull）                               |
| 戴安娜·斯卡维德（Diana Scarwid）                          | 《真正朋友》（Inside Moves）                          |
|                                                           |                                                       |
| 1981                                                      |                                                       |
| 玛伦·斯塔普莱顿（Maureen Stapleton）                      | 《烽火赤焰萬里情》（Reds）                            |
| 梅林达·狄龙（Melinda Dillon）                             | 《並無惡意》（Absence of Malice）                     |
| 简·方达（Jane Fonda）                                     | 《金色池塘》（On Golden Pond）                        |
| 琼·哈克特（Joan Hackett）                                 | 《酸甜苦辣母女会》（Only When I Laugh）               |
| 伊丽莎白·麦戈文（Elizabeth McGovern）                     | 《拉格泰姆舞曲》（Ragtime）                           |
|                                                           |                                                       |
| 1982                                                      |                                                       |
| 潔西卡·蘭芝（Jessica Lange）                              | 《窈窕淑男》（Tootsie）                               |
| 格伦·克洛斯（Glenn Close）                                | 《加普的世界观》（The World According to Garp）       |
| 特瑞·加尔（Teri Garr）                                    | 《窈窕淑男》（Tootsie）                               |
| 金·斯坦利（Kim Stanley）                                  | 《红伶劫》（Frances）                                 |
| 莱斯莉·安·沃伦（Lesley Ann Warren）                       | 《雌雄莫辨》（Victor/Victoria）                       |
|                                                           |                                                       |
| 1983                                                      |                                                       |
| 琳达·亨特（Linda Hunte）                                  | 《危險年代》（The Year of Living Dangerously）        |
| 雪兒（Cher）                                              | 《絲克伍事件》（Silkwood）                            |
| 格伦·克洛斯（Glenn Close）                                | 《大寒》（The Big Chill）                             |
| 艾米·欧文（Amy Irving）                                   | 《楊朵》（Yentl）                                     |
| 艾尔弗丽·伍达德（Alfre Woodard）                          | 《十字溪流》（Cross Creek）                           |
|                                                           |                                                       |
| 1984                                                      |                                                       |
| 佩吉·阿什克罗福特（Peggy Ashcroft）                       | 《印度之旅》（A Passage to India）                    |
| 格伦·克洛斯（Glenn Close）                                | 《天赋》（The Natural）                               |
| 林赛·克洛斯（Lindsay Crouse）                             | 《心灵深处》（Places in the Heart）                   |
| 克里斯蒂娜·拉赫蒂（Christine Lahti）                      | 《小迷糊的情泪》（Swing Shift）                       |
| 杰拉丁·佩之（Geraldine Page）                             | 《格林威治村的教皇》（The Pope of Greenwich Village） |
|                                                           |                                                       |
| 1985                                                      |                                                       |
| 安杰丽卡·休斯顿（Anjelica Huston）                        | 《現代教父》（Prizzi's Honor）                        |
| 玛格丽特·艾弗瑞（Margaret Avery）                         | 《紫色姊妹花》（The Color Purple）                    |
| 埃米·马迪根（Amy Madigan）                                | 《男人心》（Twice in a Lifetime）                     |
| 梅格·蒂莉（Meg Tilly）                                    | 《神迹奇案》（Agnes of God）                          |
| 奧花·雲費（Oprah Winfrey）                                | 《紫色姊妹花》（The Color Purple）                    |
|                                                           |                                                       |
| 1986                                                      |                                                       |
| 黛安·韦斯特（Dianne Wiest）                               | 《汉娜姐妹》（Hannah and Her Sisters）                |
| 黛絲·哈佩（Tess Harper）                                  | 《芳心之罪》／《罪惡芳心》（Crimes of the Heart）     |
| 派珀·劳瑞（Piper Laurie）                                 | 《悲憐上帝的女兒》（Children of a Lesser God）        |
| 瑪莉·伊麗莎白·瑪思卓杜莉奧（Mary Elizabeth Mastrantonio） | 《金錢本色》（The Color of Money）                    |
| 瑪姬·史密芙 (Maggie Smith)                                | 《翡冷翠之戀》（A Room with a View）                  |
|                                                           |                                                       |
| 1987                                                      |                                                       |
| 奧林匹亞·杜卡基斯（Olympia Dukakis）                      | 《月滿抱佳人》（Moonstruck）                          |
| 诺尔玛·阿莱安德罗（Norma Aleandro）                       | 《苦海奇花》（Gaby-A True Story）                     |
| 安妮·亞契（Anne Archer）                                  | 《致命的诱惑》（Fatal Attraction）                    |
| 安·蘭塞（Anne Ramsey）                                    | 《謀害老媽》（Throw Momma from the Train）            |
| 安·蘇鄧（Ann Sothern）                                    | 《八月的鯨魚》（The Whales of August）                |
|                                                           |                                                       |
| 1988                                                      |                                                       |
| 吉娜·戴維斯（Geena Davis）                                | 《意外的旅客》（The Accidental Tourist）              |
| 法蘭茜絲·麥杜文（Frances McDormand）                      | 《密西西比在燃燒》（Mississippi Burning）             |
| 蜜雪儿·菲佛（Michelle Pfeiffer）                          | 《孽戀焚情》（Dangerous Liaisons）                    |
| 琼·库萨克（Joan Cusack）                                  | 《上班女郎》（Working Girl）                          |
| 薛歌妮·韦弗（Sigourney Weaver）                           | 《上班女郎》（Working Girl）                          |
|                                                           |                                                       |
| 1989                                                      |                                                       |
| 布兰达·弗里克（Brenda Fricker）                           | 《我的左腳》（My Left Foot）                          |
| 安潔莉卡·休斯頓（Anjelica Huston）                        | 《伪情半生》（Enemies, a Love Story）                 |
| 莉娜·奥琳（Lena Olin）                                    | 《伪情半生》（Enemies, a Love Story）                 |
| 黛安·韋斯特（Dianne Wiest）                               | 《温馨家庭》（Parenthood）                            |
| 茱莉娅·罗伯茨（Julia Roberts）                            | 《鋼木蘭》（Steel Magnolias）                         |

## 1990年代
| 1990年（第63屆）                               |                                              |
| 琥碧·戈德柏（Whoopi Goldberg）                 | 《第六感生死戀》（Ghost）                    |
| 玛丽·麦克道尼尔（Mary McDonnell）              | 《與狼共舞》（Dances with Wolves）           |
| 羅林·布蘭考（Lorraine Bracco）                 | 《四海好傢伙》（Goodfellas）                 |
| 安妮特·班寧（Annette Bening）                  | 《千網危情》（The Grifters）                 |
| 黛安·拉德（Diane Ladd）                        | 《我心狂野》（Wild at Heart）                |
|                                                |                                              |
| 1991年（第64屆）                               |                                              |
| 瑪西蒂·芮爾（Mercedes Ruehl）                  | 《奇幻城市》（The Fisher King）              |
| 茱莉葉·路易絲（Juliette Lewis）                | 《恐怖角》（Cape Fear）                      |
| 潔西卡·坦迪（Jessica Tandy）                   | 《油炸綠蕃茄》（Fried Green Tomatoes）       |
| 凯特·内利根（Kate Nelligan）                   | 《歲月驚濤》（The Prince of Tides）          |
| 黛安·拉德（Diane Ladd）                        | 《激情薔薇》（Rambling Rose）                |
|                                                |                                              |
| 1992年（第65屆）                               |                                              |
| 玛丽莎·托梅（Marisa Tomei）                    | 《智勇急轉彎》（My Cousin Vinny）            |
| 琼·普洛赖特（Joan Plowright）                  | 《情迷四月天》（Enchanted April）            |
| 米兰达·理查森（Miranda Richardson）            | 《烈火情人》（Damage）                       |
| 凡妮莎·蕾格烈芙（Vanessa Redgrave）            | 《霍华德庄园》（Howards End）                |
| 朱迪·戴维斯（Judy Davis）                      | 《賢伉儷》（Husbands and Wives）             |
|                                                |                                              |
| 1993年（第66屆）                               |                                              |
| 安娜·派昆（Anna Paquin）                       | 《鋼琴別戀》（The Piano）                    |
| 薇諾娜·瑞德（Winona Ryder）                    | 《純真年代》（The Age of Innocence）         |
| 蘿西·培瑞茲（Rosie Perez）                     | 《劫後生死戀》（Fearless）                   |
| 荷莉·杭特（Holly Hunter）                      | 《黑色豪門企業》（The Firm）                 |
| 爱玛·汤普森（Emma Thompson）                   | 《以父之名》（In the Name of the Father）    |
|                                                |                                              |
| 1994年（第67屆）                               |                                              |
| 黛安·韦斯特（Dianne Wiest）                    | 《子彈橫飛百老匯》（Bullets Over Broadway）  |
| 珍妮佛·提莉（Jennifer Tilly）                  | 《子彈橫飛百老匯》（Bullets Over Broadway）  |
| 海倫·美蘭（Helen Mirren）                      | 《神經大帝》（The Madness of King George）   |
| 乌玛·瑟曼（Uma Thurman）                       | 《危險人物》（Pulp Fiction）                 |
| 罗斯玛丽·哈里斯（Rosemary Harris）             | 《笔外断肠天》/《汤姆与薇芙》（Tom and Viv） |
|                                                |                                              |
| 1995（第68屆）                                 |                                              |
| 米拉·索维诺（Mira Sorvino）                    | 《無敵愛美神》（Mighty Aphrodite）           |
| 嘉芙蓮·昆蘭（Kathleen Quinlan）                | 《阿波罗13号》（Apollo 13）                  |
| 梅尔·温宁厄姆（Mare Winningham）               | 《乔治亚》（Georgia）                        |
| 瓊·愛倫（Joan Allen）                          | 《白宮風暴》（Nixon）                        |
| 凱特·溫斯蕾（Kate Winslet）                    | 《理性与感性》（Sense and Sensibility）      |
|                                                |                                              |
| 1996（第69屆）                                 |                                              |
| 茱麗葉·庇洛仙（Juliette Binoche）              | 《英倫情人》（The English Patient）          |
| 瓊·愛倫（Joan Allen）                          | 《妒焰飛灰》（The Crucible）                 |
| 羅蓮·柏歌（Lauren Bacall）                     | 《離譜戀曲》（The Mirror Has Two Faces）     |
| 芭芭拉·赫尔希（Barbara Hershey）               | 《淑女本色》（The Portrait of a Lady）       |
| 瑪麗安·珍-巴普蒂絲迪（Marianne Jean-Baptiste） | 《秘密與謊言》（Secrets & Lies）             |
|                                                |                                              |
| 1997（第70屆）                                 |                                              |
| 金·貝辛格（Kim Basinger）                      | 《幕後嫌疑犯》（L.A. Confidential）          |
| 茱莉安·摩爾（Julianne Moore）                  | 《一舉成名》（Boogie Nights）                |
| 美妮·哉花（Minnie Driver）                     | 《驕陽似我》（Good Will Hunting）            |
| 鍾·古鍚（Joan Cusack）                         | 《忽然囉囉攣》（In & Out）                   |
| 葛羅莉·史都華（Gloria Stuart）                 | 《鐵達尼號》（Titanic）                      |
|                                                |                                              |
| 1998（第71屆）                                 |                                              |
| 茱迪·丹芝（Judi Dench）                        | 《寫我深情》（Shakespeare in Love）          |
| 琳恩·雷德格雷夫（Lynn Redgrave）               | 《魂斷夢工場》（Gods and Monsters）          |
| 麗楚·姬菲芙（Rachel Griffiths）                | 《她比煙花寂寞》（Hilary and Jackie）        |
| 白蓮達·比芙（Brenda Blethyn）                  | 《聲光乍洩》（Little Voice）                 |
| 嘉菲·比絲（Kathy Bates）                       | 《這個總統真太濫》（Primary Colors）         |
|                                                |                                              |
| 1999（第72屆）                                 |                                              |
| 安祖蓮娜·祖莉（Angelina Jolie）                | 《我有冇問題》（Girl, Interrupted）          |
| 嘉芙蓮·簡娜（Catherine Keener）                | 《玩謝麥高維治》（Being John Malkovich）     |
| 姬露·施維妮（Chloë Sevigny）                   | 《沒哭聲的抉擇》（Boys Don't Cry）           |
| 東妮·歌莉蒂（Toni Collette）                   | 《靈異第六感》（The Sixth Sense）            |
| 薩曼莎·莫頓（Samantha Morton）                 | 《甜蜜與卑微》（Sweet and Lowdown）          |

## 2000年代
| 2000年                                  |                                                     |
| 馬西雅·蓋·哈登（Marcia Gay Harden）     | 《波拉克與他的情人》（Pollock）                     |
| 凱特·哈德森（Kate Hudson）              | 《成名在望》（Almost Famous）                       |
| 法蘭西絲·麥朵曼（Frances McDormand）    | 《成名在望》（Almost Famous）                       |
| 茱莉·華特絲（Julie Walters）            | 《舞動人生》（Billy Elliot）                        |
| 茱蒂·丹契（Judi Dench）                 | 《浓情巧克力》（Chocolat）                          |
|                                         |                                                     |
| 2001年（第74屆）                        |                                                     |
| 珍妮佛·康納莉（Jennifer Connelly）      | 《美麗境界》（A Beautiful Mind）                    |
| 海倫·米蘭（Helen Mirren）               | 《謎霧莊園》（Gosford Park）                        |
| 瑪姬·史密斯（Maggie Smith）             | 《謎霧莊園》（Gosford Park）                        |
| 玛丽莎·托梅（Marisa Tomei）             | 《意外邊緣》（In the Bedroom）                      |
| 凱特·溫絲蕾（Kate Winslet）             | 《長路將盡》（Iris）                                |
|                                         |                                                     |
| 2002年（第75屆）                        |                                                     |
| 凱薩琳·麗塔瓊斯（Catherine Zeta-Jones） | 《芝加哥》（Chicago）                               |
| 凱西·貝茲（Kathy Bates）                | 《心的方向》（About Schmidt）                       |
| 梅莉·史翠普（Meryl Streep）             | 《蘭花賊》（Adaptation.）                           |
| 拉蒂法女皇（Queen Latifah）             | 《芝加哥》（Chicago）                               |
| 茱莉安·摩爾（Julianne Moore）           | 《时时刻刻》（The Hours）                           |
|                                         |                                                     |
| 2003年（第76屆）                        |                                                     |
| 芮妮·齊薇格（Renée Zellweger）          | 《冷山》（Cold Mountain）                           |
| 索瑞·安达斯鲁（Shohreh Aghdashloo）     | 《尘雾家园》（House of Sand and Fog）               |
| 派翠西亞·克拉森（Patricia Clarkson）    | 《四月碎片》（Pieces of April）                     |
| 馬西雅·蓋·哈登（Marcia Gay Harden）     | 《神秘河流》（Mystic River）                        |
| 荷莉·杭特（Holly Hunter）               | 《芳龄十三》（Thirteen）                            |
|                                         |                                                     |
| 2004年（第77屆）                        |                                                     |
| 凱特·布蘭琪（Cate Blanchett）           | 《神鬼玩家》（The Aviator）                         |
| 蘿拉·琳尼（Laura Linney）               | 《金賽性學教室》（Kinsey）                          |
| 薇吉妮亞·麥德森（Virginia Madsen）      | 《酒佬日記》（Sideways）                            |
| 蘇菲·歐克妮多（Sophie Okonedo）         | 《盧安達飯店》（Hotel Rwanda）                      |
| 娜塔莉·波曼（Natalie Portman）          | 《誘心人》（Closer）                                |
|                                         |                                                     |
| 2005年 （第78屆）                       |                                                     |
| 瑞秋·懷茲（Rachel Weisz）               | 《無國界追兇》（The Constant Gardener）             |
| 艾美·亞當斯（Amy Adams）                | 《妙媳婦見公婆》（Junebug）                         |
| 凱瑟琳·基納（Catherine Keener）         | 《柯波帝：冷血告白》（Capote）                      |
| 法蘭茜絲·麥杜文（Frances McDormand）    | 《北國性騷擾》（North Country）                     |
| 米雪·威廉絲（Michelle Williams）        | 《斷背山》（Brokeback Mountain）                    |
|                                         |                                                     |
| 2006年 （第79屆）                       |                                                     |
| 珍妮佛·哈德森（Jennifer Hudson）        | 《夢幻女郎》（Dreamgirls）                          |
| 凱特·布蘭琪（Cate Blanchett）           | 《醜聞筆記》（Notes on a Scandal）                  |
| 艾碧·貝絲琳（Abigail Breslin）          | 《小太陽的願望》（Little Miss Sunshine）            |
| 亞德莉安娜·巴拉扎（Adriana Barraza）    | 《火線交錯》（Babel）                               |
| 菊地凜子（Rinko Kikuchi）               | 《火線交錯》（Babel）                               |
|                                         |                                                     |
| 2007年 （第80屆）                       |                                                     |
| 蒂達·史雲頓（Tilda Swinton）            | 《敵對同謀》（Michael Clayton）                     |
| 凱特·布蘭琪（Cate Blanchett）           | 《巴布狄伦的七段航程》（I'm Not There）             |
| 鲁比·迪伊（Ruby Dee）                   | 《美國黑幫》（American Gangster）                   |
| 瑟夏·羅南（Saoirse Ronan）              | 《贖罪》（Atonement）                               |
| 艾美·萊恩（Amy Ryan）                   | 《失蹤人口》（Gone Baby Gone）                      |
|                                         |                                                     |
| 2008年 （第81屆）                       |                                                     |
| 佩内洛普·克鲁兹（Penélope Cruz）        | 《情迷巴塞隆拿》（Vicky Cristina Barcelona）        |
| 艾美·亞當斯（Amy Adams）                | 《聖訴》（Doubt）                                   |
| 維奧拉·戴維斯（Viola Davis）            | 《聖訴》（Doubt）                                   |
| 泰拉姬·P·漢森（Taraji P. Henson）       | 《奇幻逆緣》（The Curious Case of Benjamin Button） |
| 瑪麗莎·托梅（Marisa Tomei）             | 《力挽狂瀾》（The Wrestler）                        |
|                                         |                                                     |
| 2009年 （第82屆）                       |                                                     |
| 莫妮克（Mo'Nique）                      | 《天生不是寶貝》（Precious）                        |
| 佩内洛普·克鲁兹（Penélope Cruz）        | 《華麗后台》（Nine）                                |
| 維拉·法梅加（Vera Farmiga）             | 《寡佬飛行日記》（Up In the Air）                   |
| 瑪吉·吉倫哈爾（Maggie Gyllenhaal）      | 《聲聲相識》（Crazy Heart）                         |
| 安娜·肯德里克（Anna Kendrick）          | 《寡佬飛行日記》（Up In the Air）                   |

## 2010年代
| 2010年 （第83屆）                        |                                                           |
| 梅莉莎·李歐（Melissa Leo）               | 《燃燒鬥魂》（The Fighter）                               |
| 艾美·亞當斯（Amy Adams）                 | 《燃燒鬥魂》（The Fighter）                               |
| 海倫娜·寶漢·卡特（Helena Bonham Carter） | 《王者之聲：宣戰時刻》（The King's Speech）               |
| 海莉·史坦菲德（Hailee Steinfeld）        | 《真實的勇氣》（True Grit）                               |
| 賈姬·威佛（Jacki Weaver）                | 《動物王國》（Animal Kingdom）                            |
|                                          |                                                           |
| 2011年 （第84屆）                        |                                                           |
| 奧塔薇亞·史班森（Octavia Spencer）       | 《姊妹》 (The Help)                                       |
| 潔西卡·崔絲坦（Jessica Chastain）        | 《姊妹》(The Help)                                        |
| 瑪莉莎·麥卡錫（Melissa McCarthy）        | 《伴娘我最大》(Bridesmaids)                               |
| 珍妮特·麦克蒂尔（Janet McTeer）          | 《變裝男侍》(Albert Nobbs)                                |
| 贝热尼丝·贝乔 （Berenice Bejo）          | 《大藝術家》( The Artist)                                 |
|                                          |                                                           |
| 2012年 （第85屆）                        |                                                           |
| 安·海瑟薇（Anne Hathaway）               | 《悲慘世界》(Les Misérables)                              |
| 莎莉·菲爾德（Sally Field）               | 《林肯》 (Lincoln)                                        |
| 海倫·亨特（Helen Hunt）                  | 《性福療程》(The Sessions)                                |
| 艾美·亞當斯（Amy Adams）                 | 《大师》(The Master)                                      |
| 賈姬·威佛 （Jacki Weaver）               | 《派特的幸福劇本》( Silver Linings Playbook)              |
|                                          |                                                           |
| 2013年 （第86屆）                        |                                                           |
| 露琵塔·尼詠歐（Lupita Nyong'o）          | 《自由之心》(12 Years a Slave)                            |
| 莎莉·霍金斯（Sally Hawkins）             | 《藍色茉莉》 (Blue Jasmine)                               |
| 珍妮佛·勞倫斯（Jennifer Lawrence）       | 《瞞天大佈局》(American Hustle)                           |
| 茱莉娅·罗伯茨（Julia Roberts）           | 《八月心風暴》(August: Osage County)                      |
| 瓊·史桂布 （June Squibb）                | 《內布拉斯加》( Nebraska)                                 |
|                                          |                                                           |
| 2014年 （第87屆）                        |                                                           |
| 柏翠茜·雅格（Patricia Arquette）         | 《年少時代》(Boyhood)                                     |
| 蘿拉·鄧恩（Laura Dern）                  | 《走出荒野》 (Wild)                                       |
| 姬拉·麗莉（Keira Knightley）             | 《模仿遊戲》(The Imitation Game)                          |
| 艾瑪·史東（Emma Stone）                  | 《鳥人》(Birdman or (The Unexpected Virtue of Ignorance)) |
| 梅麗·史翠普 （Meryl Streep）             | 《魔法黑森林》( Into the Woods)                           |
|                                          |                                                           |
| 2015年 （第88屆）                        |                                                           |
| 艾莉西亞·薇坎德（Alicia Vikander）       | 《丹麥女孩》(The Danish Girl)                             |
| 瑞秋·麥亞當斯（Rachel McAdams）          | 《驚爆焦點》 (Spotlight)                                  |
| 魯妮·瑪拉（Rooney Mara）                 | 《卡露的情人》(Carol)                                     |
| 珍妮佛·傑森·李（Jennifer Jason Leigh）   | 《八惡人》(The Hateful Eight)                             |
| 凱特·溫斯蕾 （Kate Winslet）             | 《史帝夫賈伯斯》( Steve Jobs)                             |
|                                          |                                                           |
| 2016年 （第89屆）                        |                                                           |
| 薇拉·戴維絲（Viola Davis）               | 《籬笆內的風暴》(Fences)                                  |
| 蜜雪兒·威廉絲（Michelle Williams）       | 《海邊的曼徹斯特》 (Manchester by the Sea)                |
| 妮可·基嫚（Nicole Kidman）               | 《漫漫回家路》(Lion)                                      |
| 娜歐蜜·哈瑞絲（Naomie Harris）           | 《月光下的藍色男孩》(Moonlight)                           |
| 奧塔薇亞·史班森 （Octavia Spencer）      | 《關鍵少數》( Hidden Figures)                             |
|                                          |                                                           |
| 2017年 （第90屆）                        |                                                           |
| 艾莉森·珍妮（Allison Janney）            | 《老娘叫譚雅》 (I, Tonya)                                 |
| 瑪麗·布萊姬（Mary J. Blige）             | 《泥沼》(Mudbound)                                        |
| 莱斯莉·曼维尔（Lesley Manville）         | 《霓裳魅影》(Phantom Thread)                              |
| 蘿莉·麥凱佛（Laurie Metcalf）            | 《淑女鳥》(Lady Bird)                                     |
| 奧塔薇亞·史班森 （Octavia Spencer）      | 《水底情深》( The Shape of Water)                         |
|                                          |                                                           |
| 2018年 （第91屆）                        |                                                           |
| 蕾吉娜·金恩（Regina King）               | 《藍色比爾街的沉默》(If Beale Street Could Talk)          |
| 艾米·亞當斯（Amy Adams）                 | 《為副不仁》（Vice）                                      |
| 瑪莉娜·德·塔維拉（Marina de Tavira）     | 《羅馬》（Roma）                                          |
| 艾瑪·史東（Emma Stone）                  | 《真寵》（The Favourite）                                 |
| 瑞秋·懷茲（Rachel Weisz）                | 《真寵》                                                  |
|                                          |                                                           |
| 2019年 （第92屆）                        |                                                           |
| 蘿拉·鄧恩（Laura Dern）                  | 《婚姻故事》(Marriage Story)                              |
| 瑪歌·羅比（Margot Robbie）               | 《重磅腥聞》（Bombshell）                                 |
| 史嘉蕾·喬韓森（Scarlett Johansson）      | 《兔嘲男孩》（Jojo Rabbit）                               |
| 佛蘿倫絲·普伊（Florence Pugh）           | 《她們》（Little Women）                                  |
| 凱西·貝茲（Kathy Bates）                 | 《李察朱維爾：驚世疑案》（Richard Jewell）                |

## 2020年代
| 2020/21年 （第93屆）                     |                                                         |
| 尹汝貞（Youn Yuh-jung）                  | 《夢想之地》（Minari）                                  |
| 瑪麗亞·巴卡洛娃（Maria Bakalova）        | 《芭樂特電影續集》（Borat Subsequent Moviefilm）        |
| 格伦·克洛斯（Glenn Close）               | 《乡下人的悲歌》（Hillbilly Elegy）                     |
| 奧莉薇雅·柯爾曼（Olivia Colman）         | 《困在时间里的父亲》（The Father）                      |
| 阿曼達·西耶弗里德（Amanda Seyfried）     | 《曼克》（Mank）                                        |
|                                          |                                                         |
| 2021年 （第94屆）                        |                                                         |
| 亞莉安娜·黛博塞（Ariana DeBose）         | 《西城故事》（West Side Story）                         |
| 傑西·伯克利（Jessie Buckley）            | 《暗处的女儿》（The Lost Daughter）                     |
| 茱蒂·丹契（Judi Dench）                  | 《贝尔法斯特》（Belfast）                               |
| 克斯汀·鄧斯特（Kirsten Dunst）           | 《犬山記》（The Power of the Dog）                      |
| 安潔紐·艾莉絲（Aunjanue Ellis）          | 《王者理查》（King Richard）                            |
|                                          |                                                         |
| 2022年 （第95屆）                        |                                                         |
| 潔美·李·寇蒂斯（Jamie Lee Curtis）       | 《媽的多重宇宙》（Everything Everywhere All at Once）   |
| 安琪拉·貝瑟（Angela Bassett）            | 《黑豹2：瓦干達萬歲》（Black Panther: Wakanda Forever） |
| 周洪（Hong Chau）                        | 《我的鯨魚老爸》（The Whale）                           |
| 凯瑞·康顿（Kerry Condon）                | 《伊尼舍林的女妖》（The Banshees of Inisherin）         |
| 史蒂芬妮·許（Stephanie Hsu）             | 《媽的多重宇宙》（Everything Everywhere All at Once）   |
|                                          |                                                         |
| 2023年 （第96屆）                        |                                                         |
| 達芬·喬伊·藍道夫（Da'Vine Joy Randolph） | 《滯留生》（The Holdovers）                             |
| 艾美莉·賓特（Emily Blunt）               | 《奧本海默》（Oppenheimer）                             |
| 丹妮尔·布鲁克斯（Danielle Brooks）       | 《紫色》（The Color Purple）                            |
| 艾美莉卡·弗利拉（America Ferrera）       | 《Barbie芭比》（Barbie）                                |
| 茱迪·科士打（Jodie Foster）              | 《泳不放棄》（Nyad）                                    |
|                                          |                                                         |
| 2024年 （第97屆）                        |                                                         |
| 柔伊·莎達娜（Zoe Saldaña）               | 《璀璨女人夢》（Emilia Pérez）                          |
| 爱莉安娜·格兰德（Ariana Grande）         | 《魔法壞女巫》（Wicked）                                |
| 菲丽希缇·琼斯（Felicity Jones）          | 《粗野派》（The Brutalist）                             |
| 伊莎貝拉·羅塞里尼（Isabella Rossellini） | 《教宗選戰》（Conclave）                                |
| 莫妮卡·巴巴羅（Monica Barbaro）          | 《巴布狄倫：搖滾詩人》（A Complete Unknown）            |

## 多次獲獎與提名者
| 獲獎次數 | 演員        |
| -------- | ----------- |
| 2        | 黛安·韋斯特 |
| 2        | 雪莉·溫特斯 |

| 入圍次數 | 演員              |
| -------- | ----------------- |
| 6        | 特尔玛·里特       |
| 5        | 艾美·亞當斯       |
| 4        | 伊雪·芭莉摩       |
| 4        | 葛倫·克蘿絲       |
| 4        | 李·葛蘭特         |
| 4        | 阿格尼丝·穆尔黑德 |
| 4        | 傑拉丁·佩之       |
| 4        | 瑪姬·史密斯       |
| 4        | 瑪琳·史坦普頓     |
| 4        | 梅莉·史翠普       |
| 3        | 凱西·貝茲         |
| 3        | 凱特·布蘭琪       |
| 3        | 葛萊黛·古柏       |
| 3        | 茱蒂·丹契         |
| 3        | 西萊斯特·霍姆     |
| 3        | 黛安·雷德         |
| 3        | 安吉拉·蘭斯伯里   |
| 3        | 法蘭西絲·麥朵曼   |
| 3        | 安妮·里薇爾       |
| 3        | 奧塔薇亞·史班森   |
| 3        | 克萊爾·特雷弗     |
| 3        | 瑪麗莎·托梅       |
| 3        | 黛安·韋斯特       |
| 3        | 凱特·溫斯蕾       |
| 3        | 雪莉·溫特斯       |

## 非美國演員得主
- 澳洲：凱特·布蘭琪
- 加拿大/紐西蘭：安娜·派昆
- 法國：茱麗葉·畢諾許
- 希臘：卡汀娜·帕辛歐
- 愛爾蘭：布倫達·弗里克
- 日本：梅木三吉
- 波多黎各：麗塔·莫瑞諾
- 俄羅斯：萊拉·凱德洛娃
- 西班牙：潘妮洛普·克魯茲
- 瑞典：英格麗·褒曼、艾莉西亞·維坎德
- 英國：佩吉·阿什克羅福特、茱蒂·丹契、溫蒂·希勒、凡妮莎·蕾格烈芙、瑪格麗格·拉瑟福德、瑪姬·史密斯、蒂達·史雲頓、瑞秋·懷茲、凱薩琳·麗塔-瓊絲
- 墨西哥/肯亞：露琵塔·尼詠歐
- 韩国：尹汝貞

## 年齡記錄
| 紀錄       | 姓名              | 影片         | 當時年齡 | 參見  |
| ---------- | ----------------- | ------------ | -------- | ----- |
| 最年長獲獎 | 佩吉·阿什克羅福特 | 《印度之旅》 | 77       | [ 4 ] |
| 最年長入圍 | 葛羅莉·史都華     | 《鐵達尼號》 | 87       | [ 4 ] |
| 最年輕獲獎 | 塔特姆·奥尼尔     | 《紙月亮》   | 10       | [ 4 ] |
| 最年輕入圍 | 塔特姆·奥尼尔     | 《紙月亮》   | 10       | [ 4 ] |

## 脚注
1. ↑  Kinn & Piazza 2014，第39頁
2. ↑  Kinn & Piazza 2014，第67頁
3. ↑   (PDF). Academy of Motion Picture Arts and Sciences (AMPAS). : 8-7  [August 30, 2013]. （原始内容 (PDF)存档于October 21, 2014）.
4. 1 2 3  . Academy of Motion Picture Arts and Sciences (AMPAS).   [September 16, 2014]. （原始内容存档于March 1, 2009）.